# Festival RTP da Canção 1974
O XI Grande Prémio TV da Canção 1974 foi o décimo-primeiro Festival RTP da Canção, e teve lugar no dia 7 de março de 1974, no Teatro Maria Matos, em Lisboa. 
Glória de Matos e Artur Agostinho foram os apresentadores do festival que foi ganho por Paulo de Carvalho com a canção E depois do adeus.

## Festival
No dia 7 de março de 1974 a RTP comemorava mais um aniversário e escolheu realizar o XI Grande Prémio TV da Canção, precisamente nesse mesmo dia, no Teatro Maria Matos em Lisboa.
A apresentação do certame foi entregue ao experiente experiente profissional da comunicação social, Artur Agostinho e à atriz Glória de Matos.
As canções apuradas pelo Júri de Seleção foram 10 e tiveram todas o apoio de várias editoras discográficas, o que garantiu um forte apoio, com publicidade nos jornais e revistas da época, assim como a gravação dos 10 temas.
Os cantores que disputam o bilhete de acesso ao Eurofestival que nesse ano se realizava em Brighton,  no Reino Unido foram os seguintes, por ordem de desfile:
Green Windows (canções 1 e 7), Duo Ouro Negro, Verónica, José Cid, Paulo de Carvalho, Artur Garcia, Fernanda Farri, Helena Isabel e Xico Jorge.
O apuramento da canção vencedora foi da responsabilidade do júri distrital, distribuído pelas habituais 18 capitais de distrito e, pela primeira vez, pela cidade do Funchal, dispondo cada um de 20 pontos; e dos 9 elementos do júri de seleção, que detinham 10 pontos para atribuir às suas canções favoritas. Após a votação de Vila Real, o quadro eletrónico deixou de funcionar e desligou-se, o que fez com que voltasse o quadro de ardósia e giz, cabendo à apresentadora Glória de Matos registar e somar os votos no quadro. No final da votação, sagrou-se vencedora a canção "E depois do adeus", da autoria de José Niza (letra) e de José Calvário (música), com defesa de Paulo de Carvalho que também ganhou o Prémio de Interpretação.
Esta canção viria a fazer parte da História de Portugal ao ser escolhida como a primeira senha para o arranque do Movimento dos Capitães que em 25 de abril de 1974 devolveu a liberdade e a democracia aos portugueses.
| #   | Artista           | Canção                         | Letra (l) / Música (m)                               | Pontuação | Classificação |
| --- | ----------------- | ------------------------------ | ---------------------------------------------------- | --------- | ------------- |
| 1º  | Green Windows     | "Imagens"                      | José Cid (m & l)                                     | 3º        | 40            |
| 2º  | Duo Ouro Negro    | "Bailia dos Trovadores"        | Rita Olivaes (m & l)                                 | 4º        | 28            |
| 3º  | Verónica          | "Canção por todos vós"         | Maria Olímpia Machado de Oliveira Cosme (m & l)      | 8º        | 0             |
| 4º  | José Cid          | "A rosa que te dei"            | José Cid (m & l)                                     | 5º        | 10            |
| 5º  | Paulo de Carvalho | "E depois do Adeus"            | José Calvário (m), José Niza (l)                     | 1º        | 245           |
| 6º  | Artur Garcia      | "Dona e senhora da boina"      | Fernando Poitier (m), Caetano Teixeira de Aragão (l) | 8º        | 0             |
| 7º  | Green Windows     | "No dia em que o rei fez anos" | José Cid (m & l)                                     | 2º        | 144           |
| 8º  | Fernanda Farri    | "Cantiga ao vento"             | Fernando Poitier (m), Fernando Vieira (l)            | 8º        | 0             |
| 9º  | Helena Isabel     | "Canção solidão"               | José Drummond (m & l)                                | 6º        | 2             |
| 10º | Xico Jorge        | "Temos de cantar"              | Andrade e Silva (m & l)                              | 7º        | 1             |

### Resultados
A votação coube a dois júris: ao júri de seleção, composto por 9 personalidades que dispunham, cada uma, de 10 pontos a distribuir pelas canções; e ao habitual júri distrital, que dispunha, cada um, de 20 pontos para distribuir. No entanto, nesse ano, o júri distrital incluiu pela primeira vez o Distrito do Funchal, perfazendo assim 19 júris sediados nas 18 capitais de distrito de Portugal Continental e na cidade do Funchal. A votação dos 9 júris de seleção foi intercalada com a votação do júri distrital, que foi chamado a votar segundo a seguinte ordenação:
| Júri Distrital & Júri de Seleção | Canções Pontuadas | Canções Pontuadas | Canções Pontuadas | Canções Pontuadas | Canções Pontuadas | Canções Pontuadas | Canções Pontuadas | Canções Pontuadas | Canções Pontuadas | Canções Pontuadas |
| -------------------------------- | ----------------- | ----------------- | ----------------- | ----------------- | ----------------- | ----------------- | ----------------- | ----------------- | ----------------- | ----------------- |
| Júri Distrital & Júri de Seleção | 1                 | 2                 | 3                 | 4                 | 5                 | 6                 | 7                 | 8                 | 9                 | 10                |
| Distrito de Viseu                | 9                 | 4                 |                   |                   | 7                 |                   |                   |                   |                   |                   |
| Distrito de Évora                | 3                 | 2                 |                   | 1                 | 9                 |                   | 5                 |                   |                   |                   |
| António Andrade                  | 1                 |                   |                   |                   | 6                 |                   | 3                 |                   |                   |                   |
| Distrito de Porto                |                   |                   |                   |                   | 16                |                   | 4                 |                   |                   |                   |
| Distrito de Setúbal              | 2                 | 2                 |                   |                   | 8                 |                   | 6                 |                   | 1                 | 1                 |
| Henrique Mendes                  |                   |                   |                   |                   | 10                |                   |                   |                   |                   |                   |
| Distrito do Funchal              |                   |                   |                   | 4                 | 14                |                   | 2                 |                   |                   |                   |
| Distrito de Santarém             |                   |                   |                   | 3                 | 11                |                   | 6                 |                   |                   |                   |
| Luís Andrade                     |                   |                   |                   |                   | 10                |                   |                   |                   |                   |                   |
| Distrito de Braga                | 5                 |                   |                   | 2                 | 1                 |                   | 12                |                   |                   |                   |
| Distrito de Vila Real            | 2                 |                   |                   |                   | 9                 |                   | 9                 |                   |                   |                   |
| Melo Pereira                     |                   |                   |                   |                   | 10                |                   |                   |                   |                   |                   |
| Distrito de Lisboa               |                   |                   |                   |                   | 10                |                   | 10                |                   |                   |                   |
| Distrito de Beja                 |                   |                   |                   |                   | 19                |                   | 1                 |                   |                   |                   |
| José Manuel Santana              |                   |                   |                   |                   | 10                |                   |                   |                   |                   |                   |
| Distrito de Coimbra              |                   | 2                 |                   |                   | 3                 |                   | 15                |                   |                   |                   |
| Distrito de Leiria               |                   |                   |                   |                   | 7                 |                   | 13                |                   |                   |                   |
| Peres Rodrigues                  |                   |                   |                   |                   | 10                |                   |                   |                   |                   |                   |
| Distrito de Bragança             | 4                 | 4                 |                   |                   | 4                 |                   | 8                 |                   |                   |                   |
| Distrito de Castelo Branco       |                   |                   |                   |                   | 10                |                   | 10                |                   |                   |                   |
| Manuel Ivo Cruz                  |                   |                   |                   |                   | 10                |                   |                   |                   |                   |                   |
| Distrito de Faro                 | 7                 |                   |                   |                   | 10                |                   | 2                 |                   | 1                 |                   |
| Distrito de Portalegre           |                   | 3                 |                   |                   | 7                 |                   | 10                |                   |                   |                   |
| Feijó Teixeira                   |                   |                   |                   |                   | 10                |                   |                   |                   |                   |                   |
| Distrito de Guarda               |                   | 7                 |                   |                   | 6                 |                   | 7                 |                   |                   |                   |
| Distrito de Viana do Castelo     | 5                 |                   |                   |                   |                   |                   | 15                |                   |                   |                   |
| Tenente-Coronel Baptista Rosa    |                   |                   |                   |                   | 10                |                   |                   |                   |                   |                   |
| Distrito de Aveiro               | 2                 | 4                 |                   |                   | 8                 |                   | 6                 |                   |                   |                   |
| Total                            | 40                | 28                | 0                 | 10                | 245               | 0                 | 144               | 0                 | 2                 | 1                 |
| Lugar                            | 3º                | 4º                | 8º                | 5º                | 1º                | 8º                | 2º                | 8º                | 6º                | 7º                |
| Júri Distrital & Júri de Seleção | 1                 | 2                 | 3                 | 4                 | 5                 | 6                 | 7                 | 8                 | 9                 | 10                |
| Júri Distrital & Júri de Seleção | Canções Pontuadas |                   |                   |                   |                   |                   |                   |                   |                   |                   |

| Júri Distrital & Júri de Seleção | Canções Pontuadas | Canções Pontuadas | Canções Pontuadas | Canções Pontuadas | Canções Pontuadas | Canções Pontuadas | Canções Pontuadas | Canções Pontuadas | Canções Pontuadas | Canções Pontuadas |
| -------------------------------- | ----------------- | ----------------- | ----------------- | ----------------- | ----------------- | ----------------- | ----------------- | ----------------- | ----------------- | ----------------- |
| Júri Distrital & Júri de Seleção | 1                 | 2                 | 3                 | 4                 | 5                 | 6                 | 7                 | 8                 | 9                 | 10                |
| Distrito de Viseu                | 9                 | 4                 | 0                 | 0                 | 7                 | 0                 | 0                 | 0                 | 0                 | 0                 |
| Distrito de Évora                | 12                | 6                 | 0                 | 1                 | 16                | 0                 | 5                 | 0                 | 0                 | 0                 |
| António Andrade                  | 13                | 6                 | 0                 | 1                 | 22                | 0                 | 8                 | 0                 | 0                 | 0                 |
| Distrito de Porto                | 13                | 6                 | 0                 | 1                 | 38                | 0                 | 12                | 0                 | 0                 | 0                 |
| Distrito de Setúbal              | 15                | 8                 | 0                 | 1                 | 46                | 0                 | 18                | 0                 | 1                 | 1                 |
| Henrique Mendes                  | 15                | 8                 | 0                 | 1                 | 56                | 0                 | 18                | 0                 | 1                 | 1                 |
| Distrito do Funchal              | 15                | 8                 | 0                 | 5                 | 70                | 0                 | 20                | 0                 | 1                 | 1                 |
| Distrito de Santarém             | 15                | 8                 | 0                 | 8                 | 81                | 0                 | 26                | 0                 | 1                 | 1                 |
| Luís Andrade                     | 15                | 8                 | 0                 | 8                 | 91                | 0                 | 26                | 0                 | 1                 | 1                 |
| Distrito de Braga                | 20                | 8                 | 0                 | 10                | 92                | 0                 | 38                | 0                 | 1                 | 1                 |
| Distrito de Vila Real            | 22                | 8                 | 0                 | 10                | 101               | 0                 | 47                | 0                 | 1                 | 1                 |
| Melo Pereira                     | 22                | 8                 | 0                 | 10                | 111               | 0                 | 47                | 0                 | 1                 | 1                 |
| Distrito de Lisboa               | 22                | 8                 | 0                 | 10                | 121               | 0                 | 57                | 0                 | 1                 | 1                 |
| Distrito de Beja                 | 22                | 8                 | 0                 | 10                | 140               | 0                 | 58                | 0                 | 1                 | 1                 |
| José Manuel Santana              | 22                | 8                 | 0                 | 10                | 150               | 0                 | 58                | 0                 | 1                 | 1                 |
| Distrito de Coimbra              | 22                | 10                | 0                 | 10                | 153               | 0                 | 73                | 0                 | 1                 | 1                 |
| Distrito de Leiria               | 22                | 10                | 0                 | 10                | 160               | 0                 | 86                | 0                 | 1                 | 1                 |
| Peres Rodrigues                  | 22                | 10                | 0                 | 10                | 170               | 0                 | 86                | 0                 | 1                 | 1                 |
| Distrito de Bragança             | 26                | 14                | 0                 | 10                | 174               | 0                 | 94                | 0                 | 1                 | 1                 |
| Distrito de Castelo Branco       | 26                | 14                | 0                 | 10                | 184               | 0                 | 104               | 0                 | 1                 | 1                 |
| Manuel Ivo Cruz                  | 26                | 14                | 0                 | 10                | 194               | 0                 | 104               | 0                 | 1                 | 1                 |
| Distrito de Faro                 | 33                | 14                | 0                 | 10                | 204               | 0                 | 106               | 0                 | 2                 | 1                 |
| Distrito de Portalegre           | 33                | 17                | 0                 | 10                | 211               | 0                 | 116               | 0                 | 2                 | 1                 |
| Feijó Teixeira                   | 33                | 17                | 0                 | 10                | 221               | 0                 | 116               | 0                 | 2                 | 1                 |
| Distrito de Guarda               | 33                | 24                | 0                 | 10                | 227               | 0                 | 123               | 0                 | 2                 | 1                 |
| Distrito de Viana do Castelo     | 38                | 24                | 0                 | 10                | 227               | 0                 | 138               | 0                 | 2                 | 1                 |
| Tenente-Coronel Baptista Rosa    | 38                | 24                | 0                 | 10                | 237               | 0                 | 138               | 0                 | 2                 | 1                 |
| Distrito de Aveiro               | 40                | 28                | 0                 | 10                | 245               | 0                 | 144               | 0                 | 2                 | 1                 |
| Lugar                            | 3º                | 4º                | 8º                | 5º                | 1º                | 8º                | 2º                | 8º                | 6º                | 7º                |
| Júri Distrital & Júri de Seleção | 1                 | 2                 | 3                 | 4                 | 5                 | 6                 | 7                 | 8                 | 9                 | 10                |
| Júri Distrital & Júri de Seleção | Canções Pontuadas |                   |                   |                   |                   |                   |                   |                   |                   |                   |